# Rot, Bellamonter Rottum und Dürnach
Das FFH-Gebiet Rot, Bellamonter Rottum und Dürnach in Baden-Württemberg wurde 2005 durch das Regierungspräsidium Tübingen zur Ausweisung angemeldet und durch Verordnung des Regierungspräsidiums Tübingen vom 5. November 2018 (in Kraft getreten am 11. Januar 2019), ausgewiesen.

## Lage
Das 844 Hektar große Schutzgebiet Rot, Bellamonter Rottum und Dürnach liegt in den Naturräumen Riß-Aitrach-Platten, Holzstöcke und Hügelland der unteren Riß. Anteile am Gebiet haben mit 67 % der Fläche der Landkreis Tübingen mit den Gemeinden Achstetten, Berkheim, Biberach an der Riß, Burgrieden, Erolzheim, Gutenzell-Hürbel, Kirchdorf an der Iller, Laupheim, Maselheim, Mietingen, Ochsenhausen, Rot an der Rot, Schwendi und Steinhausen an der Rottum, mit 4 % der Landkreis Ravensburg mit der Gemeinde Bad Wurzach, sowie mit 1,4 % der Alb-Donau-Kreis mit der Gemeinde Erbach. Es umfasst im Wesentlichen die Gewässerläufe von Rot, Bellamonter Rottum und Dürnach. Das Gebiet besteht aus 13 Teilgebieten.

## Schutzzweck

### Lebensraumtypen
Folgende Lebensraumtypen nach Anhang I der FFH-Richtlinie kommen im Gebiet vor:
| EU Code | * | Lebensraumtyp (offizielle Bezeichnung)                                                                          | Kurzbezeichnung                                              |
| ------- | - | --- | ------------------------------------------------------------ |
| 3140    |   | Oligo- bis mesotrophe kalkhaltige Gewässer mit benthischer Vegetation aus Armleuchteralgen                      | Kalkreiche, nährstoffarme Stillgewässer mit Armleuchteralgen |
| 3150    |   | Natürliche eutrophe Seen mit einer Vegetation des Magnopotamions oder Hydrocharitions                           | Natürliche nährstoffreiche Seen                              |
| 3260    |   | Flüsse der planaren bis montanen Stufe mit Vegetation des Ranunculion fluitantis und des Callitricho-Batrachion | Fließgewässer mit flutender Wasservegetation                 |
| 6410    |   | Pfeifengraswiesen auf kalkreichem Boden, torfigen und tonig-schluffigen Böden (Molinion caeruleae)              | Pfeifengraswiesen                                            |
| 6430    |   | Feuchte Hochstaudenfluren der planaren und montanen bis alpinen Stufe                                           | Feuchte Hochstaudenfluren                                    |
| 7140    |   | Übergangs- und Schwingrasenmoore                                                                                | Übergangs- und Schwingrasenmoore                             |
| 7210    | * | Kalkreiche Sümpfe mit Cladium mariscus und Arten des Caricion davallianae                                       | Kalkreiche Sümpfe mit Schneidried                            |
| 7230    |   | Kalkreiche Niedermoore                                                                                          | Kalkreiche Niedermoore                                       |
| 9110    |   | Hainsimsen-Buchenwald (Luzulo-Fagetum)                                                                          | Hainsimsen-Buchenwald                                        |
| 9130    |   | Waldmeister-Buchenwald (Asperulo-Fagetum)                                                                       | Waldmeister-Buchenwald                                       |
| 9180    | * | Schlucht- und Hangmischwälder (Tilio-Acerion)                                                                   | Schlucht- und Hangmischwälder                                |
| 91E0    | * | Auen-Wälder mit Alnus glutinosa und Fraxinus excelsior (Alno-Padion, Alnion incanae, Salicion albae)            | Auenwälder mit Erle, Esche, Weide                            |

### Arteninventar
Folgende Arten von gemeinschaftlichem Interesse kommen im Gebiet vor:
| Bild                                | EU Code | * | Art                                 | wissenschaftlicher Name  | Artengruppe           |
| ----------------------------------- | ------- | - | ----------------------------------- | ------------------------ | --------------------- |
| Dunkler Wiesenknopf-Ameisenbläuling | 1061    |   | Dunkler Wiesenknopf-Ameisenbläuling | Maculinea nausithous     | Schmetterlinge        |
| Goldener Scheckenfalter             | 1065    | * | Goldener Scheckenfalter             | Euphydryas aurinia       | Schmetterlinge        |
| Bitterling                          | 1134    |   | Bitterling                          | Rhodeus sericeus         | Fische und Rundmäuler |
| Groppe                              | 1163    |   | Groppe                              | Cottus gobio             | Fische und Rundmäuler |
| Gelbbauchunke                       | 1193    |   | Gelbbauchunke                       | Bombina variegata        | Amphibien             |
| Biber                               | 1337    |   | Biber                               | Castor fiber             | Säugetiere            |
| Grünes Besenmoos                    | 1381    |   | Grünes Besenmoos                    | Dicranum viride          | Moose                 |
| Firnisglänzendes Sichelmoos         | 1381    |   | Firnisglänzendes Sichelmoos         | Drepanocladus vernicosus | Moose                 |

### Zusammenhängende Schutzgebiete
Zum FFH-Gebiet gehören die Naturschutzgebiete Osterried und Müsse.